# S.T.A.L.K.E.R.: Call of Pripyat

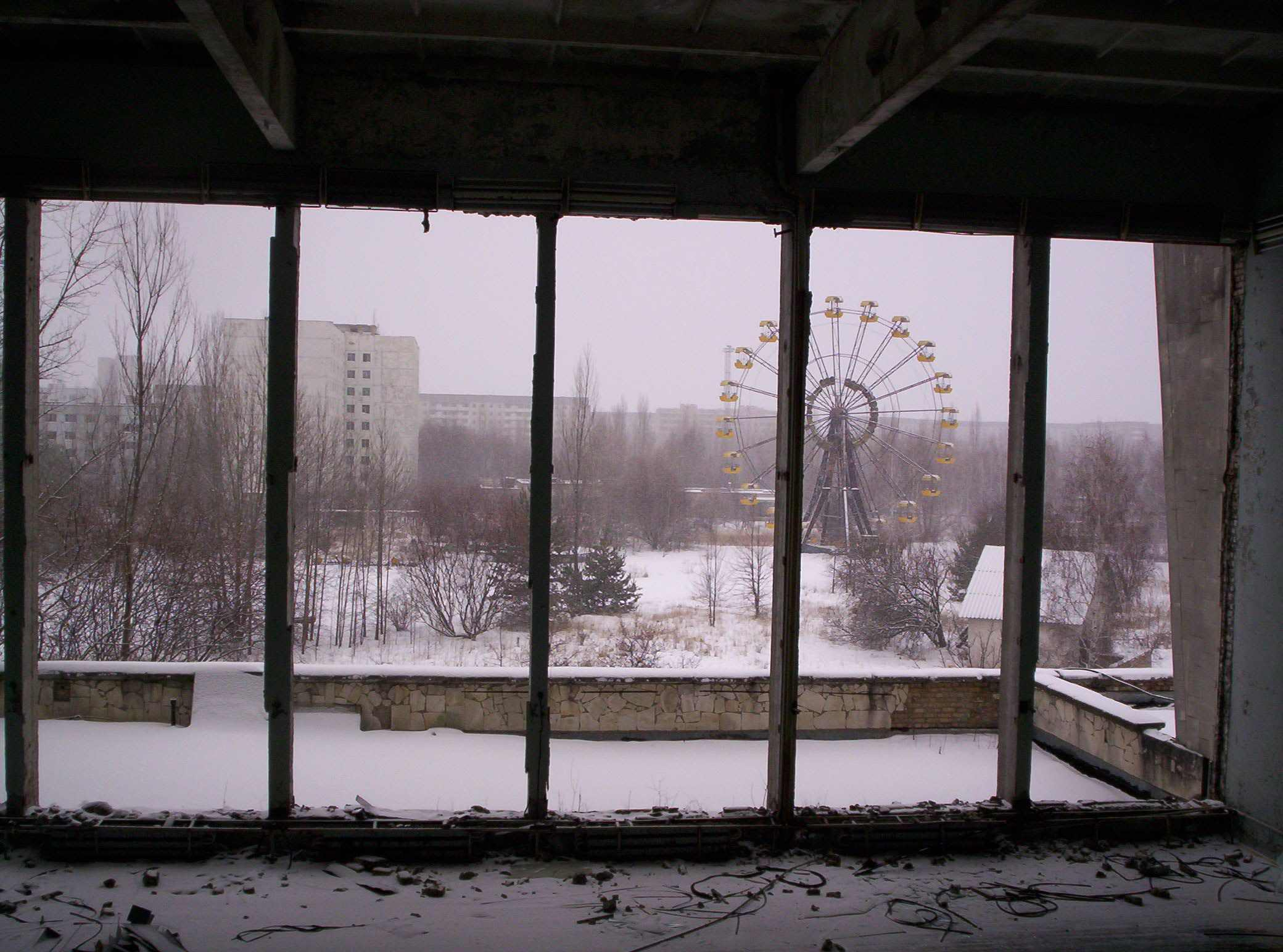
Pariserhjulet i den Ukrainska staden Pripyat. Datorspelet är uppkallat efter staden som fick evakuera när kärnkraftsolyckan i Tjernobyl inträffade. Det som är speciellt med platsen är att staden ligger inte så långt från själva olycksplatsen, Tjernobyls kärnkraftverk.

S.T.A.L.K.E.R.: Call of Pripyat är ett datorspel som kom ut 2 oktober 2009, utvecklat av Ukrainska GSC Game World. Det är ett skräckspel där huvudpersonen har släppts i en fiktiv version av dagens Tjernobyls exklusionszon. Ibland råkar spelarens karaktär och datorstyrda människor ihop med Zonens farligare muterade vidunder vilket kan leda till blodsutgjutelse för båda parter. Exempel på tillfällen då skräckgenren märks i spelet kan vara den allmänna atmosfären, man har blivit släppt i exklusionszonen och får klara sig bäst man kan på egen hand. Militären som ukrainska regeringen i spelet satt för att vakta Zonen, är korrupt samt skjuter på spelaren ifall hen närmar sig. Därför ska det vara lika svårt att lämna Zonen som det är att gå in i den men trots det är det inte ovanligt att människor i spelet lyckas med båda sakerna. Huvudpersonen är en av zonens många "stalkrar", som är den generella beteckningen på människor som olagligen uppehåller sig i zonen. När man är ute och utforskar den radioaktivt kontaminerade zonen letandes efter övernaturliga artefakter som vetenskapen inte kan förklara och samtidigt kämpar mot osynliga fiender, exempelvis radioaktivitet, kan spelaren känna sig sårbar. För att inte tala om det lokala muterade djurlivet som närsomhelst kan hoppa fram och slita spelaren i stycken. Eller skada spelkaraktären så svårt så den förblöder.

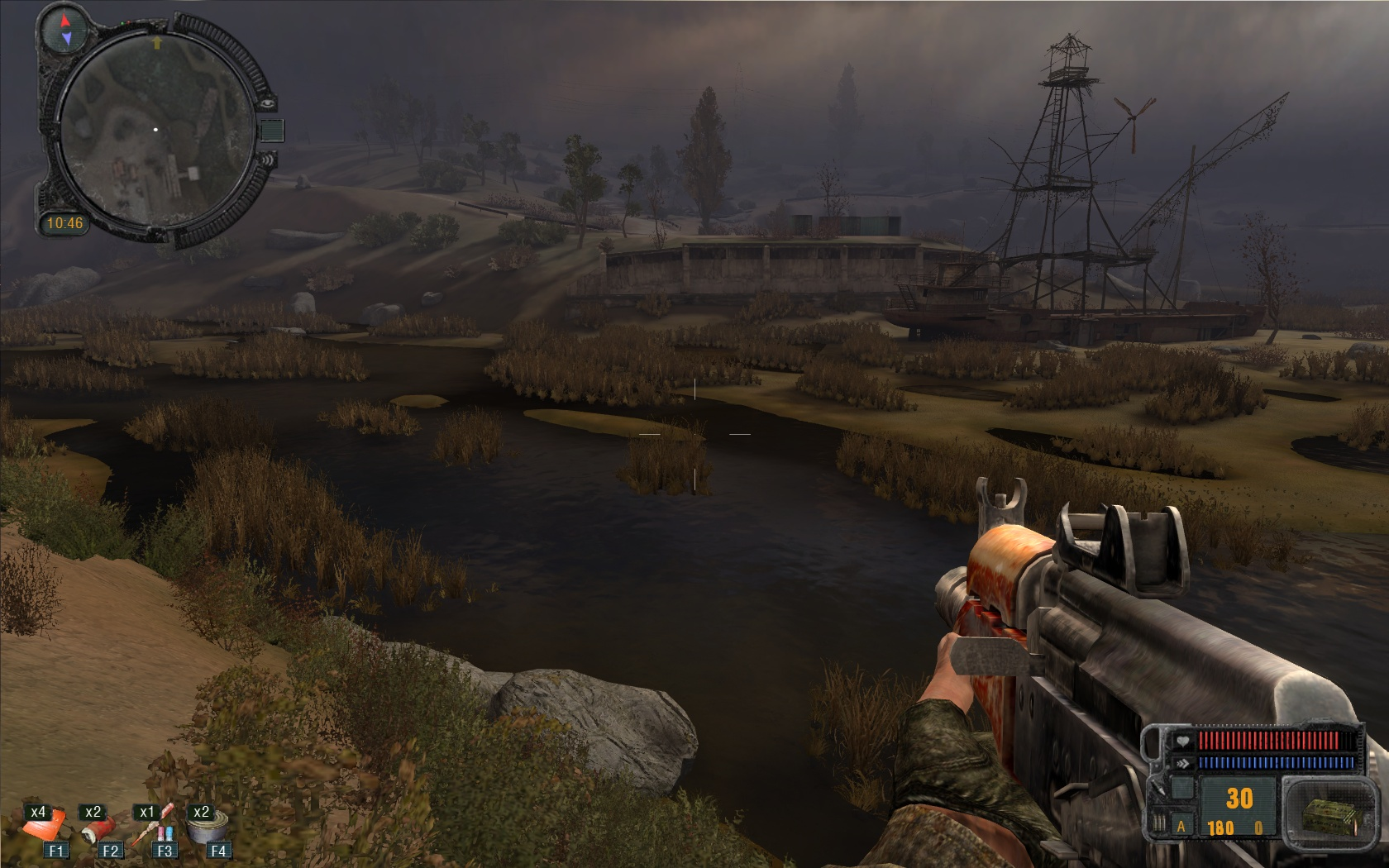
Det grafiska gränssnittet i S.T.A.L.K.E.R.: Call of Pripyat

Spelet är uppföljaren till S.T.A.L.K.E.R.: Clear Sky från 2008 och är den tredje delen i S.T.A.L.K.E.R-serien. Spelet utspelar sig i Ukraina utanför, och i städerna Tjernobyl och Pripyat, efter Tjernobylolyckan 1986. Det finns vissa oklarheter när det kommer till åldersgränsen som Pegi tilldelade Call of Pripyat. På Pegis egen hemsida står det en 16-årsgräns men det finns bilder på internet där spelfodralet innehar en 18-årsgräns. Båda åldersgränserna motiveras i vilket fall med att det finns ett visst inslag av grövre våld i spelet men åldersgränsen nämner ingenting om skräckmomenten i spelet. 

## Handling
Spelet börjar med att man kommer till en gigantisk uttorkad flodfåra. De enda föremål som syns är några båtar som inte hann ta sig ut. Ens utrustning är trasig efter resan genom det föregående spelets områden, och man har inga pengar.
Den första tredjedelen av Pripyat är en sovjetisk (hamn och-spök?)stad med rostiga skepp och 1970-talsaktiga fabriker, varuhus, hyreshus och broar, allt täckt av gräs och växtlighet. Miljön blir ännu gråare i nästa område, ett enormt industrikomplex som påminner om ett hav av frusen betong.      
Vissa grupper av stalkers har bildat som gäng i zonen. De tre mest kända av dessa är Loners, Duty och Freedom. De här tre grupperingarna har funnits med i alla S.T.A.L.K.E.R.-spel hittills. Loners är ensamagerande stalkers som kommer till zonen främst i egenintresse och där försöker berika sig själva genom skattjakt. De två andra nämnda lägren ligger i ständig konflikt med varandra på grund av deras skilda politiska åskådningar om hur zonen ska förvaltas. Duty skulle helst förgöra zonen då de ser den som en fara för alla men Freedom vill istället se att hela världen får ta del av all information om den och uppleva den laglöshet som den fört med sig, även att alla ska få göra som de själva vill väl inne i zonen.    